# Zee
Zee – angielski zespół założony w 1983 roku przez Richarda Wrighta oraz Dave'a Harrissa grający muzykę elektroniczną i art rocka. Grupa w 1984 nagrała pierwszy i jedyny album Identity. Rok później zespół uległ rozwiązaniu.

## Skład
- Richard Wright - wokal, instrumenty klawiszowe, perkusja, syntezatory
- Dave Harriss - wokal, gitary, instrumenty klawiszowe, syntezatory

## Dyskografia
- 1984 - Identity